# Vegetarianismo

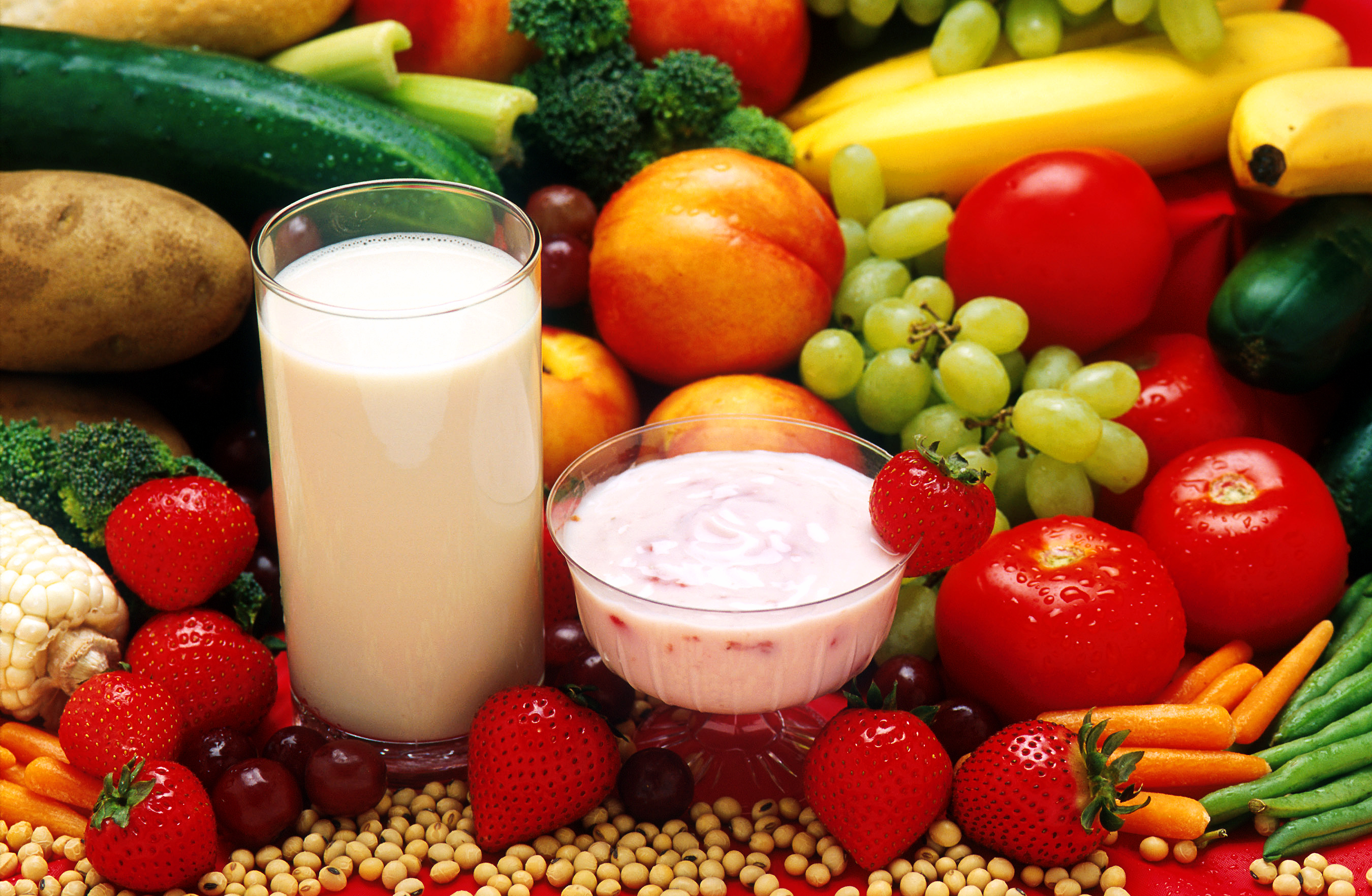
Algunos alimentos de una dieta vegetariana.

El vegetarianismo es el régimen alimentario que tiene como principio dejar de consumir cualquier tipo de carne. Con frecuencia, la dieta vegetariana no se reduce únicamente a la nutrición, ya que es probable que también se adopte una actitud y un estilo de vida que rechaza otras formas de utilización de los animales para producir bienes de consumo o para la diversión humana.
Dentro de la práctica vegetariana hay distintos tipos y grados. Quienes no admiten ninguna ingesta de productos derivados de los animales (como el huevo, los lácteos o la miel de las abejas) son denominados veganos, vegetarianos estrictos o vegetarianos puros. Aquellos que sí consumen leche se conocen como lactovegetarianos, aquellos que consumen huevos son denominados ovovegetarianos, y si consumen ambos productos, ovolactovegetarianos. Finalmente, quienes solo se alimentan de fruta practican el frugivorismo. En la dieta vegetariana sí se acepta la cocción de los alimentos y el consumo de productos refinados (los más comunes son el azúcar y la harina), además de pastas blancas, frituras y alimentos en conserva o a los que se le han añadido colorantes o conservantes. Esto lo diferencia de otros tipos de dietas, como la macrobiótica y la naturista.
Las dietas vegetarianas correctamente planificadas son saludables y nutricionalmente adecuadas. Diversos estudios poblacionales sugieren que estas dietas están relacionadas con menor incidencia de obesidad, enfermedad coronaria, hipertensión y diabetes tipo 2, lo que parece ser atribuible no solo a la dieta sino también al estilo de vida de los vegetarianos. Las dietas basadas en alimentos de origen vegetal requieren de la suplementación de la vitamina B12 mediante suplementos o a través de la ingesta de alimentos fortificados. La deficiencia de vitamina B12 puede provocar trastornos neurológicos, alteraciones vasculares tempranas y un aumento del riesgo de desarrollar enfermedades relacionadas con la ateroesclerosis, entre otros.

## Motivaciones
Los motivos que los vegetarianos argumentan para justificar su dieta varían. Algunos se abstienen de ingerir carne por consideraciones de salud. Otros lo hacen por preocupación por el medio ambiente. Están también quienes se oponen al consumo de productos de origen animal por razones éticas, así como aquellos que lo hacen sobre la base de motivos de índole religiosa (por ejemplo hindúes o budistas).
| Salud                                                         | 32 % |
| Por la presencia de aditivos y hormonas en productos de carne | 15 % |
| No me gusta el sabor de la carne                              | 13 % |
| Quiero a los animales                                         | 11 % |
| Derechos animales                                             | 10 % |
| Razones religiosas                                            | 6 %  |
| Preocupación por el planeta                                   | 4 %  |
| Para perder peso                                              | 3 %  |
| Para reducir el hambre a nivel global                         | 1 %  |

### Ética

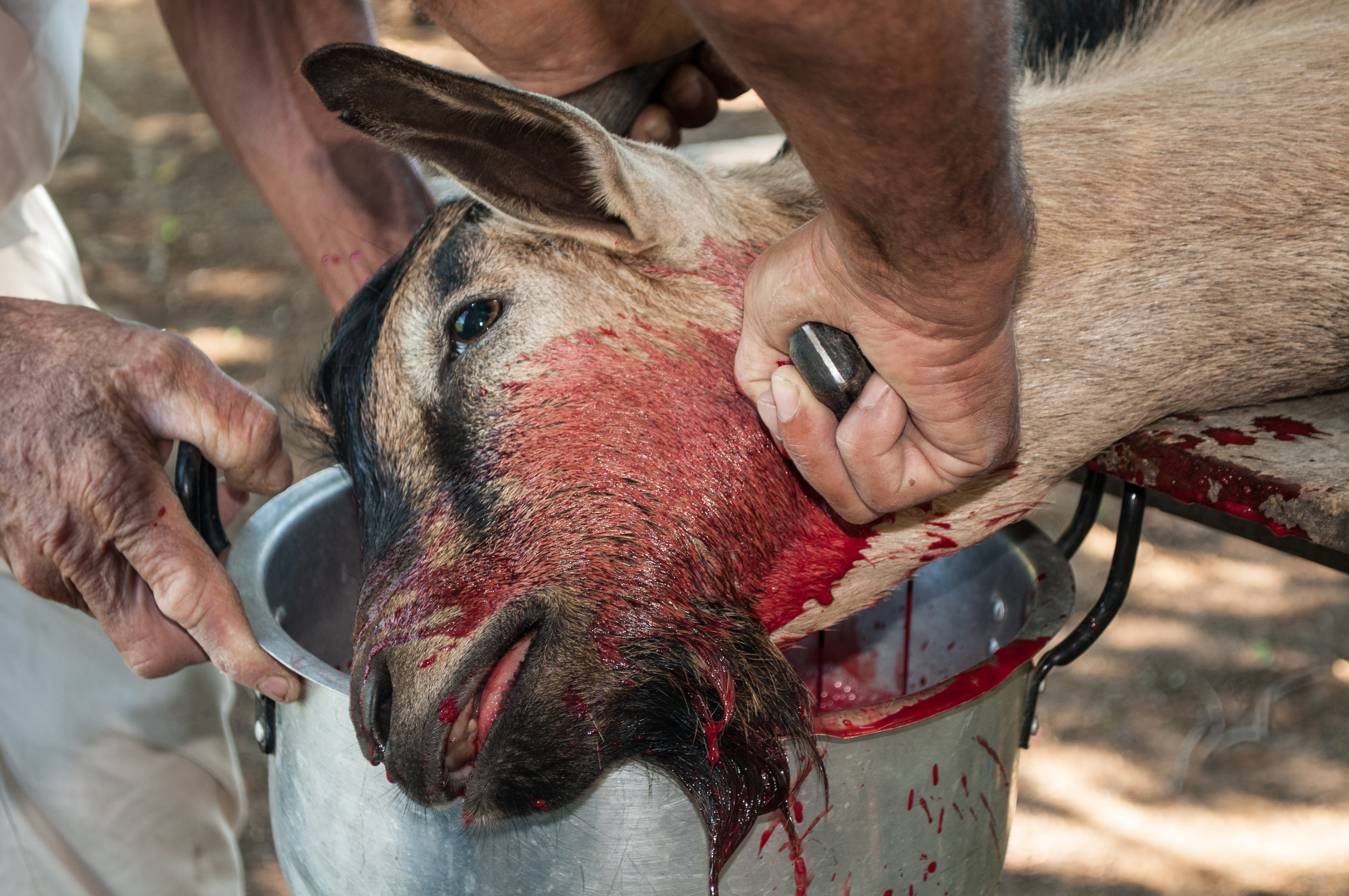
El sufrimiento animal durante su muerte es una de las principales razones éticas

La dieta vegetariana por motivaciones éticas está relacionada con la defensa de los derechos de los animales. Las personas que dejan a un lado el especismo se denominan antiespecistas, y si no utilizan animales en sus vidas cotidianas directa o indirectamente son llamadas veganas. Este tipo de vegetarianos consideran reprochable la muerte del animal y sobre todo su maltrato y explotación o especulación como bien, con el único fin de producir productos para el consumo humano.
De este modo, el vegetarianismo estima que el consumo de carne es producto de una elección voluntaria, por lo que puede ser rechazada y aun así llevar una dieta saludable.
Además, considera que el alimento que se dedica a engordar a los animales destinados a la alimentación podría alcanzar para alimentar a todas las personas del mundo. Según la revista estadounidense PETA, en EE. UU., el 80 % del maíz y el 95 % de la avena que se cultivan son destinados al alimento de ganado.
En este sentido, la dieta vegetariana no puede contemplarse solo en términos de nutrición, sino que también conforma una actitud y estilo de vida. Es probable que un vegetariano rechace otras formas de utilización de los animales para producir bienes de consumo o para la diversión humana, al igual que puede tender a apoyar su dieta alimenticia por razones ecológicas y naturalistas. El hinduismo y el budismo más estrictos, ni qué decir el jainismo estricto, reprueban el consumo de animales, en parte por seguir la sabia normativa de la ahimsa (no violencia) ya que, como el cristianismo preconizado por Francisco de Asís, todos los seres son hermanos y deben ser solidarios. Sin embargo, pese a ello, en situaciones extremas (por ejemplo la hambruna entre los seres humanos) algunos hindúes y budistas aceptan el consumo de pescado "siempre y cuando esos pescados por naturaleza no críen a su prole", tal cual lo ha expresado Indra Devi en los 1980 de Argentina explicación que va para todo el mundo.

### Salud
La postura de la Academia de Nutrición y Dietética de Estados Unidos y de la Asociación de Dietistas de Canadá, publicada en 2003, sostiene que las dietas vegetarianas correctamente planificadas son saludables, nutricionalmente adecuadas, se asocian con tasas más bajas de diabetes tipo 2 y ayudan a disminuir los niveles de colesterol y la presión sanguínea.
Las dietas veganas, lactovegetarianas y ovolactovegetarianas son apropiadas para todas las etapas del ciclo vital, incluyendo el embarazo y la lactancia; adecuadamente planificadas satisfacen las necesidades nutritivas de los bebés, los niños y los adolescentes, y promueven un crecimiento normal. En el caso de los lactantes y niños, dadas las limitaciones nutricionales de estas dietas, se debe vigilar el aporte de energía y ciertos nutrientes (calcio y vitaminas D y B12). Algunas evidencias demuestran que los niños que siguen dietas veganas son en general más pequeños, aunque pueden estar dentro de los límites de la normalidad.
Uno de los aspectos más críticos en las dietas vegetarianas, y especialmente en la dieta vegana, es la vitamina B12. Un error común es pensar que la carne se puede reemplazar sin problemas por huevos y productos lácteos. La vitamina B12, una de las vitaminas esenciales para el ser humano, solo se encuentra en cantidades suficientes en la carne, principalmente en la carne de rumiantes. La deficiencia de vitamina B12 puede provocar trastornos neurológicos, alteraciones vasculares tempranas y un aumento del riesgo de desarrollar enfermedades relacionadas con la ateroesclerosis, entre otros. La única forma de evitar esta deficiencia en personas que hacen dietas vegetarianas es mediante la toma regular de suplementos o alimentos fortificados con esta vitamina.
Un metaanálisis de 2016 concluye que la eliminación completa de las proteínas animales no reduce el riesgo frente al cáncer de mama, el cáncer de colon, ni el cáncer de próstata. No obstante, según este estudio, las dietas semivegetarianas que permiten el consumo de pescado o aquellas que reducen, pero no excluyen, la carne ni el pescado, se asocian con un menor riesgo de desarrollo de cáncer de colon.
Las muertes por enfermedades isquémicas del corazón son más reducidas en población vegetariana, cosa que puede ser debida a niveles más bajos de colesterol en sangre. Hay que tener en cuenta que en los estudios se han empleado dietas muy bajas en grasa acompañadas de cambios saludables en el estilo de vida, lo cual son factores de confusión que impiden atribuir estos beneficios únicamente la dieta. De hecho, una inadecuada suplementación de vitamina B12 y una insuficiente ingesta de  ácido graso omega 3, junto a una elevada proporción de ácido graso omega 6 con respecto al omega 3, pueden aumentar, según algunos estudios (no todos), el riesgo de desarrollar enfermedades cardiovasculares.
Las dietas vegetarianas no protegen contra el desarrollo de osteoporosis.
Actualmente existe controversia en torno a los ácidos docosahexaenoico (DHA) y eicosapentaenoico (EPA), dos de los componentes de los ácidos grasos omega-3. Estos componentes existen en el pescado y en la carne, pero no se encuentran en productos de origen vegetal, salvo en determinadas algas, y en el aceite de inca inchi o sacha inchi (Plukenetia volubilis L.), proveniente de la Amazonia.
El organismo es capaz de sintetizar DHA a través de la conversión del ácido alfa-linolénico (ALA), otro ácido graso omega-3 más fácil de obtener en una dieta vegetariana, pues se encuentra en diversos alimentos (como el aceite de lino y las nueces). La cantidad diaria recomendada de DHA es de 220 mg, un nivel que no es alcanzado en la mayoría de países, ni siquiera por las personas que no son vegetarianas.[cita requerida]
Como solución para conseguir niveles recomendados de DHA en el marco de una dieta vegetariana se han recomendado dos posibilidades:
- Tomar suficiente cantidad de alimentos que contengan ALA, a la vez que se maximiza la conversión de ALA en DHA. Esto se consigue a través de una dieta nutricionalmente adecuada, bajos niveles de ácidos grasos trans y bajos niveles de ácidos omega-6.
- Consumir suplementos de DHA realizados con algas.

Un nivel bajo de DHA se relaciona con deficiencia subclínica, que puede dar lugar a enfermedades cardiovasculares, desórdenes inflamatorios, enfermedades mentales y psiquiátricas y neurodesarrollo subóptimo. Por el contrario, un suplemento de DHA, estudiado en pruebas controladas aleatorias, muestra mejoría en el neurodesarrollo neonatal, salud cardiovascular y menor presión sanguínea al final de la vida.[cita requerida]

### Ecológica
Hay quienes son vegetarianos por motivos ecológicos y les preocupa el estado actual del medio ambiente en el mundo. Por una parte, este tipo de vegetarianos consideran que, al ser los recursos naturales limitados, se ahorra si el ser humano se alimenta directamente de los vegetales, en lugar de utilizarlos como comida para los animales. Por otra parte, estos vegetarianos señalan a las formas de ganadería extensiva e intensiva entre las principales causas de la degradación de la tierra. Según recientes estudios, el sector ganadero genera más gases de efecto invernadero que la industria del transporte, y por tanto sería uno de los principales impulsores del cambio climático global. Asimismo, es una de las principales causas de la deforestación (como la de América del Sur) y de la degradación del suelo y del agua.

El sector ganadero genera más gases de efecto invernadero ―el 18 por ciento, medidos en su equivalente en dióxido de carbono (CO2)― que el sector del transporte. También es una de las principales causas de la degradación del suelo y de los recursos hídricos.
Organización de las Naciones Unidas para la Agricultura y la Alimentación (FAO)

Según la revista estadounidense PETA, un informe de la ONU afirmaría que la industria de la carne generaría un 40 % más de gases de efecto invernadero que todos los coches, camiones, barcos y aviones del mundo juntos.
En octubre de 2009, Nicholas Stern, autor del Informe Stern sobre la economía del cambio climático, afirmó en una entrevista exclusiva al diario británico The Times que la única vía para salvar el mundo es que todo el planeta se haga vegetariano.
Un estudio de 2017 encontró que las dietas vegetarianas y veganas tienen en promedio un menor impacto ambiental que las dietas omnívoras.

### Religiosa
Algunas confesiones religiosas, como el hinduismo, el budismo, el jainismo, o la Iglesia Adventista del Séptimo Día promueven el vegetarianismo como estilo de vida.
La mayor concentración de personas vegetarianas se da en la India, donde aproximadamente el 80 % de la población es hindú. Allí, la vaca es considerada un animal sagrado y digno de veneración, por lo cual no puede ser sacrificada para alimentación. Los textos del hinduismo condenan el sacrificio de otros animales y el consumo de su carne.
En el budismo, algunos de los textos donde mejor se ilustra la recomendación de seguir una dieta vegetariana es en los jataka. Matar un animal no humano es lo mismo que matar a un ser humano, puesto que todos hemos sido otro tipo de animales en vidas anteriores. [cita requerida]
El jainismo establece un tipo de vegetarianismo mucho más estricto que el de las otras religiones.
Por su parte, la denominada Iglesia Adventista del Séptimo Día mantiene una tendencia hacia el vegetarianismo. En contraposición, el cristianismo (como el catolicismo y el protestantismo) entienden que los animales fueron creados para ser usados por los seres humanos.
Por otra parte, a finales del siglo XVIII algunos grupos de cristianos no comían carne pues pensaban que Jesucristo tenía como misión final acabar con la matanza de animales no humanos,[cita requerida] y actualmente algunos movimientos cristianos toman el vegetarianismo y el respeto a los animales como parte de su doctrina. Asimismo, algunas citas de la Biblia pueden interpretarse con una tendencia vegetariana. Por ejemplo, en el libro del profeta Isaías se muestra un futuro en el que los animales conviven en armonía con las personas, de manera similar a lo planteado en el Génesis:

6Serán vecinos el lobo y el cordero, y el leopardo se echará con el cabrito, el novillo y el cachorro pacerán juntos, y un niño pequeño los conducirá. 7 La vaca y la osa pacerán, juntas acostarán sus crías, el león, como los bueyes, comerá paja.
8Hurgará el niño de pecho en el agujero del áspid, y en la hura de la víbora el recién destetado meterá la mano. 9Nadie hará daño, nadie hará mal en todo mi santo monte, porque la tierra estará llena de conocimiento de Yahvéh, como cubren las aguas el mar.
Isaías 11:6-9

En el Nuevo Testamento se recomienda no comer carne "si molesta a tu hermano":

Bueno es no comer carne. Ni tomar vino. Ni nada que a tu hermano tropiece o se ofenda o se debilite,
Epístola a los romanos 14:21

Sin embargo, en la Biblia se encuentran muchos versículos que alientan el consumo de la carne:

Al caer la tarde comeréis carne, y por la mañana os saciaréis de pan, y sabréis que yo soy Yahvé vuestro Dios.
Éxodo 16:12

Y la carne del sacrificio de paz en acción de gracias se comerá en el día que fuere ofrecida; no dejarán de ella nada para otro día.
Levítico 7:15-16

Los encratitas, también llamados tacianos, formaron una secta que rechazaba el consumo de carne.
La Iglesia católica prohíbe el consumo de carnes (rojas y blancas) el Miércoles de Ceniza, los seis Viernes de Cuaresma y el Viernes Santo. En estos días solamente se permite consumir vegetales (frutas y verduras), aunque también se pueden consumir animales acuáticos (pescados y mariscos —moluscos y crustáceos—), así como también permite el consumo de anfibios y reptiles; y otros productos de origen animal, como los huevos, la leche y la miel. (Véase: Gastronomía de Semana Santa).

## Variantes
Dentro de la práctica vegetariana hay distintos tipos y grados. Quienes no admiten ninguna ingesta de productos derivados de los animales (como el huevo, los lácteos o la miel de las abejas) son denominados veganos, vegetarianos estrictos o vegetarianos puros. Aquellos que sí consumen leche se conocen como lactovegetarianos, aquellos que consumen huevos son denominados ovovegetarianos, si consumen ambos productos, ovolactovegetarianos, quienes ni se alimentan de nada animal ni usan productos provenientes o testados en ellos, se denominan veganos. Finalmente quienes solo se alimentan de fruta practican el frugivorismo.
En la dieta vegetariana sí se acepta la cocción de los alimentos y el consumo de productos refinados (los más comunes son el azúcar y la harina), además de pastas blancas, frituras y alimentos en conserva o a los que se le han añadido colorantes o conservantes. Esto lo diferencia de otros tipos de dietas, como la macrobiótica y la naturista.
La siguiente tabla resume las principales variantes del vegetarianismo:
| Nombre de la dieta        | Carne | Miel | Huevos | Lácteos |
| ------------------------- | ----- | ---- | ------ | ------- |
| Apiovolactovegetarianismo | No    | Sí   | Sí     | Sí      |
| Ovolactovegetarianismo    | No    | No   | Sí     | Sí      |
| Lactovegetarianismo       | No    | No   | No     | Sí      |
| Ovovegetarianismo         | No    | No   | Sí     | No      |
| Apivegetarianismo         | No    | Sí   | No     | No      |
| Veganismo                 | No    | No   | No     | No      |

### Ovolactovegetarianismo
El ovolactovegetarianismo es una dieta que excluye alimentos de origen animal. Pero, a diferencia de dietas más restrictivas como el veganismo, incluye huevos y productos lácteos,es decir, leche y sus derivados, como el queso y la mantequilla.
Por otro lado, la dieta lactovegetariana se caracteriza por excluir alimentos de origen animal restringiendo también el huevo. Sí se incluye en esta dieta el consumo de lácteos.
Contrariamente la dieta ovovegetariana incluye el consumo de huevos y excluye el consumo de lácteos.

### Lactovegetarianismo
El lactovegetarianismo es una dieta vegetariana que además de excluir la carne y el pescado, excluye los huevos, pero a diferencia de dietas más restrictivas como el veganismo, incluye productos lácteos —es decir leche y sus derivados, como el queso y la mantequilla— además de los alimentos vegetales como cereales, legumbres, setas, frutas, verduras, etc.
La mayoría de vegetarianos de la India y aquellos provenientes del Mediterráneo (como los pitagóricos) son en efecto lactovegetarianos siendo estos los primeros vegetarianos en aparecer y crear esta dieta de la cual derivan las demás dietas vegetarianas. Esta dieta es popular entre muchos seguidores de tradiciones religiosas, tales como los jainistas, hinduistas y budistas. También ha sido popularizada internacionalmente desde los años 60 por la Asociación Internacional para la Conciencia de Krishna. Según ciertas fuentes, la proporción más grande de lactovegetarianos está en la India y en la zona este mediterránea.

### Ovovegetarianismo
El ovovegetarianismo es una dieta vegetariana que excluye la carne, el pescado y los lácteos —es decir, leche y sus derivados, como el queso y la mantequilla— pero sí incluye los huevos y sus derivados, además de los alimentos vegetales como cereales, legumbres, setas, frutas, verduras, etc. Su mayor ventaja es que, al incluir el huevo dentro de la dieta, se obtienen las proteínas y la vitamina B12 necesarias para mantener el cuerpo saludable.

### Veganismo
El veganismo, del inglés veganism, es la actitud consistente en rechazar el uso de productos de origen animal, en conjunto con una doctrina o filosofía que rechaza concebir a los animales como mercancías, ya sea para indumentaria, medicamentos, cosméticos, transporte, experimentación, ayuda en el trabajo o entretenimiento. El veganismo es definido como un estilo de vida, como un posicionamiento ético y como una ideología. A quienes practican el veganismo se les llama veganos.
Los fundamentos del veganismo incluyen argumentos éticos, morales, ambientales, de salud y humanitarios. Los productos y servicios excluidos por el veganismo son todos los que involucran a un animal, por ejemplo en alimentación —carne, pescado, huevos, leche y derivados, miel—, en vestimenta e industria —cuero, lana, pieles y algunos cosméticos—, en entretenimiento —zoológicos o circos—, en compraventa de animales de compañía y en servicios como perros policía, perros de caza, animales de tiro o experimentación animal, incluida la experimentación médica.
Sin embargo, el veganismo no se opone al cuidado personal o colectivo de ciertas especies de animales de compañía, como perros y gatos, siempre y cuando sea una manera de compartir espacio y vida y no el producto de una transacción comercial. Si bien se rechaza la crianza de animales de servicio por ser considerada una explotación, como los perros entrenados para ayudar a personas con alguna discapacidad, hay debate sobre si sería es posible, en determinadas circunstancias, que estos animales se pudieran considerar verdaderos compañeros de esas personas, con una relación recíprocamente beneficiosa.
Una persona que opta por un estilo de vida vegano suele hacerlo para minimizar el sufrimiento animal; algunos veganos también pueden tomar esta decisión para minimizar su huella ecológica o con la esperanza de beneficiarse de ella en términos de salud.

### Otras variantes
- Crudismo: son aquellos que siguen una alimentación vegetariana en la que se consumen productos crudos, o ligeramente tibios, que no han sido calentados por encima de 46,7 °C (116 °F), y nunca cocidos. Los consumidores de productos crudos argumentan que el cocinar destruye las enzimas y porciones de los nutrientes, aunque algunos creen que el cuerpo asimila mejor ciertos alimentos si estos se encuentran ligeramente tibios y por ende más blandos. Otros activan las enzimas de los alimentos mojándolos en agua antes de consumirlos. Algunos son frutarianos, y otros comen solo comidas orgánicas.
- Crudiveganismo: es la práctica de la alimentación que es simultáneamente «cruda» y «vegana».
- Alimentación macrobiótica: no es en sí misma un régimen vegetariano, pues consiste en comprender las especificidades de cada alimento ―según el yin y el yang― para obtener la libertad de utilizarlos según los objetivos y necesidades personales. Por eso, decidir si se toman productos animales o no, de qué tipo, qué cantidad, etc., dependerá del resultado que se quiera obtener. Se fundamenta en la disciplina filosófica llamada macrobiótica.
- Granivorismo: propugnan el consumo de alimentos en grano. Los granivorianos, como los vegetalistas, eliminan de su alimentación la carne y los productos de origen animal.
- Lactocerelianos: esta tendencia generalmente puede realizarse dentro de prácticas específicas. Por ejemplo, un régimen practicado por los yoguis en la India, que no se ha impuesto en la práctica del yoga en Occidente, propone una alimentación basada principalmente en el uso de productos lácteos y de cereales. Su objetivo es conseguir la salud, el bienestar y la pureza, pero también la armonización entre el cuerpo y el espíritu.
- Frugivorismo o frutivorismo: esta teoría se basa en las ideas de Arthur Merrheim, quien pretende volver a lo que considera la única alimentación natural; pues según él, el hombre prehistórico era vegetariano. Algunos frutarianos solo consumen partes de la planta que hallan caídas de esta, es decir, comen granos, tomates, pepinos, calabazas, pero no consumen patatas o espinacas.
- Esteinerianos: se les denomina también biodinámicos, por la biodinámica, pseudociencia elaborada por el doctor Rudolf Steiner, que se ocupa no solo de la calidad y de la cantidad del producto agrícola, sino sobre todo de regenerar el terreno empobrecido por cultivos continuos, lo que provoca que los nutrientes de los alimentos que consumimos sean cada vez más pobres.
- Eubióticos: la eubiótica supone que se puede ayudar a los mecanismos digestivos naturales del organismo mediante la combinación «correcta» de los alimentos y evitando de manera particular asociar alimentos proteicos con carbohidratos.
- Semivegetarianismo: práctica que consiste en comer la menor cantidad de carne posible.
- Flexitarianismo o vegetarianismo flexible: se refiere al que sigue una alimentación vegetariana o vegana y consume mucha menos carne que la media general (casos médicos, sociales, etc).
- Pescetarianismo: persona que no come carne, leche o huevo de animales terrestres, pero sí peces y otros animales marinos.
- No carnívoro: persona que no come carne. No consideran el pescado o mariscos como carnes, tampoco las grasas o aceites animales, excipientes o colorantes de origen animal, harinas de huesos, etc.
- Crudivegetarianismo: Es el individuo que se alimenta básicamente de verduras, pasturas u oleaginosas de forma cruda. Este estilo de vegetarianismo no permite que se consuman almidones concentrados, como los frutos secos o incluso las patatas, así como tampoco comerlos a una temperatura menor a como se calentarían en estado ambiente.
- Apivegetarianismo excluye la carne, el pescado y otros alimentos derivados de animales tales como los lácteos y los huevos, siendo el único producto animal que consumen los derivados de la apicultura, tales como la miel o la jalea real.[52][53]
- Bivalvovegetarianismo excluye el consumo de cualquier alimento de origen animal, salvo los bivalvos como ostras, almejas, mejillones entre otros. Argumentando que debido a la simpleza del sistema nervioso de estos animales, no serían capaces de sentir dolor o sufrimiento y por lo tanto no existiría problema ético alguno en consumirlos. En ocasiones, los bivalvovegetarianos también consumen lácteos y  huevos, siendo uno de los nombres que estos reciben el de bivalvoovolacteovegetarianos, aunque el término no es muy utilizado ni fuera ni dentro del vegetarianismo.[54][55][56]

## Gastronomía
La gastronomía vegetariana es aquella que utiliza ingredientes que cumplen los criterios vegetariano, excluyendo la carne. Para el ovolactovegetarianismo (el tipo más común de vegetarianismo de Occidente) están permitidos los huevos y los productos lácteos, tales como la leche y el queso. Las formas más estrictas de vegetarianismo son el veganismo y el frugivorismo, que excluyen todos los productos animales, incluyendo los productos lácteos y la miel, e incluso algunos azúcares refinados que se filtran y blanquean con carbón de hueso.
Los alimentos vegetarianos se pueden clasificar en varios tipos:
- Los tradicionales, que siempre han sido vegetarianos: cereales, frutas, verduras, frutos secos, etcétera
- Productos de soja, incluyendo el tofu y el tempeh, que son fuentes comunes de proteína
- Proteína vegetal texturizada, hecha de harina vegetal desgrasada, incluida a menudo en receta de chili y hamburguesa en lugar de la carne picada
- Sucedáneos de carne, que imitan el sabor, textura y apariencia de la carne y se emplean con frecuencia en recetas que tradicionalmente contienen carne
- Sucedáneos de huevo y lácteos, empleados para hacer cremas, batidos y tortillas

## Historia
La historia del vegetarianismo y sus variantes (frugivorismo, semivegetarianismo, etc.), como concepto y práctica entre un número significativo de personas, comienza en la antigua India, especialmente entre los jainas (vegetarianismo jaina) y en particular en el norte y oeste. Tiempo después aparece en las antiguas civilizaciones griegas en el sur de Italia y Grecia. En ambos casos, la dieta estaba estrechamente relacionada con la idea de la no violencia hacia los animales (llamada ahimsa en India) y fue promovida por grupos religiosos y filosóficos.

## Demografía
A nivel mundial, el VRG (Vegetarian Resource Group) realizó una encuesta en 2006 que estimaba que el 6.7 % de la población mundial es vegetariana.  En 2010, Leahy, Lyons y Tol estimaron que había 75 millones de vegetarianos a voluntad (1%), y 1,450 millones quienes lo eran por falta de recursos.
- India - Es el país con mayor población vegetariana, entre un 30 % y 40 % de la población.[71] Por sexos, la mayoría de los vegetarianos son mujeres, un 68 % frente a un 32 % de hombres.[72]
- Reino Unido - Es uno de los países occidentales con mayor número de vegetarianos, se estima que el 7 % de la población lo es (cuatro millones de personas)[73][74] Sería superado por Alemania, donde, según datos del Eurostat, en 2003 entre un 8 % y un 9 % de la población era vegetariana; en España lo era un 0,5 % (unas 200 000 personas).[72]
- Estados Unidos - Según un informe de la Fundación Foodways, el número de personas vegetarianas pasó de 6 a 12,5 millones, en solo siete años (entre 1985 y 1992).
- Chile - En Chile, según datos de CADEM, el 14% del país es vegetariano.  El estudio que incluyó 1600 participantes checando "El chile que viene" en el sentido de los hábitos nutricionales de los residentes chilenos.[75]
- Perú - Otro dato sobre un país latino es en el Perú, donde 8% del país se declara como vegetarianos, esto según "Nielsen", basado en datos que sacaron de un estudio mundial que se hizo en 2016.
- Israel - Según un periódico israelí, basado en encuestas, el 8% de los israelíes son vegetarianos, un total de aprox. 1 millón de israelíes.[76]
- Brasil - Según la sociedad vegetariana brasileña un número histórico de 14% de vegetarianos declarados se anunció. Basado en encuestas de IBOPI.[77]

## Etimología
El término inglés vegetarian se comenzó a utilizar en el siglo XIX para referir a quienes evitaban consumir carne. El Diccionario Oxford de la lengua inglesa atribuye el primer uso conocido a la actriz Fanny Kemble (1809-1893) quien la utilizó en un escrito de 1839 que fue publicado en 1863. Las palabras «vegetariano» y «vegetarianismo» aparecieron con la primera asociación vegetariana del mundo, la Vegetarian Society, fundada el 30 de septiembre de 1847 en Mánchester; por lo que antes de esa fecha tales palabras no aparecen en ningún escrito y a falta de ellas se habla de «dieta vegetal» o «dieta pitagórica» (debido a que los seguidores de Pitágoras seguían dietas vegetarianas).